# Ameghinita
L'ameghinita és un mineral de la classe dels borats. Rep el seu nom dels geòlegs argentins Carlos Ameghino (1865–1936) i Florentino Ameghino (1854–1911).

## Característiques
L'ameghinita és un borat de fórmula química NaB₃O₃(OH)₄. Va ser aprovada com a espècie vàlida per l'Associació Mineralògica Internacional l'any 1966. Cristal·litza en el sistema monoclínic. Els cristalls són allargats al llarg de [010], podent trobar-se doblegats o corbats, mostrant {001}, {010}, {100}, {110}, {011}, {101}, {101} i {310}, de fins a 5 mil·límetres. També es troba en forma d'agregats de cristalls i en masses nodulars. La seva duresa a l'escala de Mohs oscil·la entre 2 i 3.
Segons la classificació de Nickel-Strunz, l'ameghinita pertany a «06.C - Nesotriborats» juntament amb els següents minerals: inderita, kurnakovita, inderborita, meyerhofferita, inyoïta, solongoïta, peprossiïta-(Ce), nifontovita i olshanskyita.

## Formació i jaciments
Va ser descoberta l'any 1966 a la mina Tincalayu, al Salar del Hombre Muerto, a Salta (Argentina), l'únic indret on ha estat trobada, formada en bòrax massiu en una platja rica en borats, associada a altres minerals com tincalconita, rivadavita, ezcurrita i bòrax.